# معركة سانت ألبانز الثانية
معركة سانت ألبانز الثانية (بالإنجليزية: The Second Battle of St Alban)‏ هي إحدى معارك حرب الوردتين وقعت في 17 فبراير من عام 1461م في مدينة سانت ألبانز بإنجلترا.